# Leinier Domínguez
Leinier Domínguez Pérez (nascido em 23 de setembro de 1983, em Havana, Cuba) é um Grande Mestre de Xadrez.

## Carreira
Pérez venceu o campeonato cubano em 2002, 2003, 2006, e 2012.
No torneio de Barcelona, em 2006, terminou em primeiro, a frente de Vassily Ivanchuk, com uma "performance rating" de 2932.
Em 2008, venceu o 43º Memorial Capablanca. No mesmo ano terminou empatado com Evgeny Alekseev (mas perdeu no tie-break) em Biel (6.5/10), a frente de Magnus Carlsen.
Em novembro de 2008 venceu o campeonato mundial de xadrez blitz, em Almaty no Cazaquistão, com 11,5 pontos em 15 possíveis, a frente de Vassily Ivanchuk, Peter Svidler, Alexander Grischuk entre outros.
Em junho de 2013 venceu o FIDE Grand Prix na Tessalônica num claro primeiro lugar a frente de Fabiano Caruana, Veselin Topalov e Alexander Grischuk.